# Ротонда выдающихся деятелей
Ротонда выдающихся деятелей (исп. Rotonda de las Personas Ilustres; ранее — Ротонда выдающихся мужей) — участок на территории Гражданского пантеона траура в Мехико. Здесь покоится прах знаменитых военных, учёных, видных деятелей культуры Мексики. Первоначально называлась «Ротондой прославленных мужей», так как предполагалось, что здесь будут хоронить лишь «прославленных мужчин». Однако в 2003 году указом Винсенте Фокса Кесады название было изменено на нынешнее. Первым на территории Ротонды в 1876 году был похоронен Пэдро Литечипия, военнослужащий, который погиб, сражаясь против Второй Мексиканской империи.

## Захороненные знаменитости
- Мариано Асуэла (1873—1952)
- Франсиско Гонсалес Боканегра (1824—1861)
- Мануэль Гонсалес (1833—1893)
- Энрике Гонсалес Мартинес (1871—1952)
- Доктор Атль (1875—1964)
- Хосе Мария Иглесиас (1823—1891)
- Мария Искьердо (1902—1955)
- Антонио Касо (1883—1946)
- Росарио Кастельянос (1926—1974)
- Агустин Лара (1900—1970)
- Себастьян Лердо де Техада (1827—1889)
- Рамон Лопес Веларде (1888—1921)
- Хуан О’Горман (1905—1982)
- Мельчор Окампо (1814—1861)
- Хосе Клементе Ороско (1883—1949)
- Висенте Рива Паласио (1832—1896)
- Карлос Пельисер (1897—1977)
- Сильвестре Ревуэльтас (1899—1940)
- Альфонсо Рейес (1889—1959)
- Диего Ривера (1886—1957)
- Долорес дель Рио (1904—1983)
- Давид Альфаро Сикейрос (1896—1974)
- Хосе Мария Пино Суарес (1869—1913)
- Хосе Хуан Таблада (1871—1945)
- Хайме Торрес Бодет (1903—1974)
- Карлос Чавес (1899—1978)